# Гранд-Рапідс (Огайо)
Гранд-Рапідс (англ. Grand Rapids) — селище (англ. village) в США, в окрузі Вуд штату Огайо. Населення — 925 осіб (2020).

## Географія
Гранд-Рапідс розташований за координатами 41°24′4″ пн. ш. 83°51′59″ зх. д. / 41.40111° пн. ш. 83.86639° зх. д. (41.401119, -83.866432).  За даними Бюро перепису населення США в 2010 році селище мало площу 2,50 км², з яких 2,28 км² — суходіл та 0,23 км² — водойми.

## Демографія
Згідно з переписом 2010 року, у селищі мешкало 965 осіб у 385 домогосподарствах у складі 246 родин. Густота населення становила 385 осіб/км².  Було 429 помешкань (171/км²).
Расовий склад населення:
| - 96,5 % — білих - 0,5 % — чорних або афроамериканців - 0,2 % — корінних американців - 0,1 % — азіатів |

До двох чи більше рас належало 1,9 %. Частка іспаномовних становила 3,9 % від усіх жителів.
За віковим діапазоном населення розподілялося таким чином: 25,3 % — особи молодші 18 років, 59,1 % — особи у віці 18—64 років, 15,6 % — особи у віці 65 років та старші. Медіана віку мешканця становила 38,9 року. На 100 осіб жіночої статі у селищі припадало 91,8 чоловіків;  на 100 жінок у віці від 18 років та старших — 86,3 чоловіків також старших 18 років.
Середній дохід на одне домашнє господарство  становив 63 989 доларів США (медіана — 52 273), а середній дохід на одну сім'ю — 77 948 доларів (медіана — 64 167). Медіана доходів становила 48 846 доларів для чоловіків та 38 750 доларів для жінок. За межею бідності перебувало 19,8 % осіб, у тому числі 32,3 % дітей у віці до 18 років та 8,5 % осіб у віці 65 років та старших.
Цивільне працевлаштоване населення становило 505 осіб. Основні галузі зайнятості: виробництво — 28,5 %, освіта, охорона здоров'я та соціальна допомога — 22,4 %, роздрібна торгівля — 10,5 %, мистецтво, розваги та відпочинок — 9,9 %.